# Леонова, Кира Васильевна
Кира Васильевна Леонова (1922—1999) — советская и российская оперная певица (меццо-сопрано). Народная артистка РСФСР (1974).

## Биография
Кира Леонова родилась 19 июля 1922 года в Нижнем Новгороде. В 1938 году поступила в Горьковскую лабораторию по художественному воспитанию детей.
В 1940 году, по окончании средней школы, поступила в Горьковский педагогический институт им. А. М. Горького на факультет русского языка и литературы. К третьему курсу она решила пойти на прослушивание в Горьковское музыкальное училище, в который была принята на вокальное отделение (класс Д. Ф. Захаровой). Однако педагогический институт не оставила и занималась в двух учебных заведениях параллельно.
В 1945 — окончила педагогический институт, а через год — музыкальное училище, получив квалификацию певицы-солистки. В тот же год прошла по конкурсу в труппу Горьковского театра оперы и балета им. А. С. Пушкина. Первой сценической партией стала Ольга в «Евгении Онегине» П. И. Чайковского.
С 1946 по 1954 год — солистка Горьковского театра оперы и балета им. А. С. Пушкина.
В 1947 году Кира Леонова участвовала во Всероссийском смотре творческой молодёжи драматических и музыкальных театров. В 1954 году успешно прошла три тура прослушиваний и была зачислена в стажёрскую труппу Большого театра. Дебют певицы состоялся в партии Людмилы в опере Б. Сметаны «Проданная невеста».
С 1954 по 1977 — солистка Большого театра СССР.
В 1957 году спела партию Шарлотты в премьерном спектакле оперы Ж. Массне «Вертер», поставленном С. Я. Лемешевым.
В 1974 году удостоена звания Народной артистки РСФСР. Много гастролировала по стране и за рубежом. Участвовала в гастролях Большого театра в Милане (1964 г.) и Монреале (1967 г.). Пела в Болгарии, Венгрии, Чехословакии, ГДР, Польше, Китае, Монголии и Австрии. За большие заслуги в оперном искусстве к 200-летию Большого театра была награждена орденом Трудового Красного Знамени (1976 г.).
Окончив сценическую деятельность в 1977 году, работала в Большом театре как заведующая оперной труппой (1977—1981), а затем в должности консультанта репертуарно-творческого отдела (1981—1991).
Значительное место в творчестве певицы принадлежит концертной деятельности. Исполняла камерную музыку, включая в свои программы произведения Г. Генделя, И. С. Баха, Ж. Массне, Э. Грига, Ф. Шуберта, С. В. Рахманинова, М. М. Ипполитова-Иванова, Ц. А. Кюи, А. Г. Рубинштейна.
Погибла 25 августа 1999 года. Урна с прахом захоронена в колумбарии Донского кладбища.

## Репертуар
- «Евгений Онегин» П. И. Чайковский — Ларина, Няня, Ольга
- «Сказание о невидимом граде Китеже и деве Февронии» Н. А. Римский-Корсаков — Отрок
- «Сельская честь» П. Масканьи — Лола
- «Мадам Баттерфляй» Дж. Пуччини — Сузуки
- «Трубадур» Дж. Верди — Инес
- «Повесть о настоящем человеке» С. С. Прокофьев — Клавдия
- «Джалиль» Н. Жиганов — Хаят
- «Судьба человека» И. Дзержинский — Ирина
- «Пиковая дама» П. И. Чайковский — Полина
- «Фауст» Ш. Гуно — Зибель
- «Борис Годунов» М. П. Мусоргский — Марина Мнишек
- «Князь Игорь» А. П. Бородин — Кончаковна
- «Русалка» А. С. Даргомыжский — Княгиня
- «Иван Сусанин» М. И. Глинка — Ваня
- «Пан Воевода» Н. А. Римский-Корсаков — Колесницкий
- «Проданная невеста» Б. Сметана — Людмила
- «Снегурочка» Н. А. Римский-Корсаков — Весна-красна
- «Риголетто» Дж. Верди — Маддалена
- «Фра-Дьяволо» Д. Обер — Леди Памела
- «Никита Вершинин» Д. Б. Кабалевский — Маша
- «Майская ночь» Н. А. Римский-Корсаков — Ганна
- «Царская невеста» Н. А. Римский-Корсаков — Любаша
- «Вертер» Ж. Массне — Шарлотта
- «Кармен» Ж. Бизе — Мерседес, Кармен
- «Война и мир» С. С. Прокофьев — Княжна Марья, Соня, Элен Безухова
- «Аида» Дж. Верди — Амнерис
- «Фальстаф» Дж. Верди — Мэг Педж
- «Дон Карлос» Дж. Верди — Эболи
- «Сон в летнюю ночь» Б. Бриттен — Гермия
- «Снежная королева» М. Раухвергер — Принцесса
- «Свадьба Фигаро» В. А. Моцарт — Марцелина
- «Игрок» С. С. Прокофьев — Уважаемая дама
- «Зори здесь тихие» К. В. Молчанов — Марья

## Творчество

### Дискография
- «Вертер» Ж. Массне. Действующие лица и исполнители: Вертер — Сергей Лемешев, Шарлотта — Кира Леонова, Софи — Глафира Деомидова, Альберт — Евгений Белов. Дирижёр — Борис Хайкин, хор и оркестр Большого театра СССР, 1960 год.
- «Повесть о настоящем человеке» С. Прокофьев. Действующие лица и исполнители: Алексей — Евгений Кибкало, Ольга — Глафира Деомидова, Дед Михайло — Георгий Шульпин, Василиса — Вера Смирнова, Варя — Маргарита Миглау, Андрей — Георгий Панков, Клавдия — Кира Леонова, Комиссар — Артур Эйзен, Василий Васильевич — Марк Решетин. Дирижёр — Марк Эрмлер, хор и оркестр Большого театра СССР, 1960 год.
- «Война и мир» С. Прокофьев. Действующие лица и исполнители: Андрей Болконский — Евгений Кибкало, Наташа Ростова — Галина Вишневская, Пьер Безухов — Владимир Петров, Ахросимова — Евгения Вербицкая, Кутузов — Алексей Кривченя, Элен Безухова — Ирина Архипова, Анатоль Курагин — Алексей Масленников, Княжна Марья — Кира Леонова. Дирижёр — Александр Мелик-Пашаев, хор и оркестр Большого театра СССР, 1961 год.

### Фильмография
- «Хованщина» — Марфа («Мосфильм», режиссёр В. Строева; дирижёр Евгений Светланов, 1959 г.)
- «Иоланта» — Лаура (Рижская киностудия, режиссёр В. Гориккер; дирижёр Борис Хайкин,1963 г.)